# Oružane snage Ukrajine
Oružane snage Ukrajine (ukr. Збройні cили України) oružane su postrojbe Ukrajine. Osnovane su 6. prosinca 1991. godine. Rodovi OS Ukrajine sastoje se tri grane: kopnene vojske, ratnog zrakoplovstva i ratne mornarice.

## Kopnena vojska
Kopnena vojska Ukrajine (ukr. Сухопутні війська Збройних cил України) je nezavisan dio oružanih snaga Ukrajine. Pripadnici KV Ukrajine: 60725 časnika i 11593 zaposlenih, ukupno 72318. Osnovan esu 12. prosinca 1991. Zapovjednik je general-pukovnik Vorobjov, Genadij Petrovič.

## Zrakoplovstvo
Zrakoplovne snage Ukrajine (ukr. Повітряні Сили Збройних Сил України) je neovisan rod Armije Ukrajine. Osnovane su 12. prosinca 1991.

## Mornarica
Mornarica vojske Ukrajine (ukr. Військово-Морські Сили Збройних Сил України) je jedan od tri roda Vojske Ukrajine, osmišljena zaštiti suvereniteta i nacionalnih interesa Ukrajine na moru, da porazi neprijateljske pomorske snaga u svom operativnom području samostalno i u suradnji sa drugim granama oružanih snaga. Mornarica ima podršku kopnenih snaga u priobalnim području.
U okviru pomorskih snaga Ukrajine djeluje 15470 osoba. Mornarica posjeduje 4 korvete, 3 fregate, 1 podmornicu, 26 plovila i podršku 35 zrakoplova. Glavna baza se nalazi u Sevastopolju. Ključne točke pomorskih snaga Ukrajine su: Odesa, Novoozerne, Saki i Sevastopolj.

## Vanjske poveznice
- Službena stranica ministarstva obrane, engl.